# STS-8
La STS-8 è una missione spaziale del Programma Space Shuttle.
La missione, svoltasi tra agosto e settembre del 1983, è stata la prima missione del programma Shuttle con il lancio e l'atterraggio avvenuti in notturna. In essa volò anche il primo astronauta afro-americano. La missione fu archiviata come un pieno successo. Lo scopo principale è stato il lancio del satellite per telecomunicazioni e meteorologico indiano INSAT-1B.
Fu l'ottava missione spaziale dello Space Shuttle e il terzo volo del Challenger.

## Equipaggio
- Richard H. Truly (2) - Comandante
- Daniel C. Brandenstein (1) - Pilota
- Dale A. Gardner (1) - Specialista di missione
- Guion S. Bluford, Jr. (1) - Specialista di missione
- William E. Thornton (1) - Specialista di missione

Tra parentesi il numero di voli spaziali completati da ogni membro dell'equipaggio, inclusa questa missione.